# Glenn Greenwald
Glenn Edward Greenwald (New York, 6 maart 1967) is een Amerikaanse advocaat, journalist en schrijver. Hij schreef columns voor de Amerikaanse website Salon.com van 2007 tot 2012, voor de Amerikaanse Guardian van augustus 2012 tot oktober 2013, en was als journalist verbonden aan het Britse dagblad The Guardian.
Greenwald werd vooral bekend toen hij in 2013, via de documentairemaakster Laura Poitras, in contact kwam met klokkenluider Edward Snowden en diens onthullingen over het spionageprogramma PRISM en de veiligheidsdienst NSA publiceerde. 
Glenn Greenwald woont in Rio de Janeiro, Brazilië. 

## Biografie
Glenn Greenwald werd op 6 maart 1967 geboren in Queens, New York (VS), als zoon van Arlene en Daniel Greenwald. Kort na zijn geboorte verhuisde het gezin echter naar Zuid-Florida, waar hij opgroeide. Op 17-jarige leeftijd stelde hij zich tevergeefs kandidaat voor de gemeenteraad van Lauderdale Lakes.
Na de middelbare school schreef Greenwald zich in aan de faculteit rechten van de George Washington University, waar hij in 1990 zijn bachelor behaalde. Vier jaar later behaalde hij de graad van meester in de rechten aan de Universiteit van New York. 

### Jurist
In 1994 en 1995 werkte Greenwald als stagiair voor het befaamde advocatenkantoor Wachtell, Lipton, Rosen & Katz. In 1996 stichtte hij met enkele partners zijn eigen advocatenkantoor Greenwald, Christoph & Holland (later Greenwald Christoph PC). Hij behandelde onder meer rechtszaken rond burgerrechten, met name die van Matthew F. Hale, een white supremacist. Tegen 2005 hield Greenwald het juristenvak echter voor bekeken en wilde hij zich gaan wijden aan zaken van grotere maatschappelijke impact.
Tijdens een maandenlange rondreis leerde hij in Brazilië zijn huidige levenspartner David Miranda kennen. Aangezien destijds, en tot aan de uitspraak van het Amerikaanse Hooggerechtshof in de bekende rechtszaak United States vs. Windsor (2013), gezinshereniging in de VS niet mogelijk was voor koppels van gelijk geslacht, bleven Greenwald en Miranda in Rio de Janeiro, waar zij nu nog steeds wonen. 

### Journalist

#### Unclaimed Territory
Vanuit Rio de Janeiro werkte Greenwald aan zijn blog Unclaimed Territory (Onontdekt gebied). Belangrijke onderwerpen waren de zaak Plamegate, het daaruit voortvloeiende onderzoek van de Grand jury, het schandaal rond de Meineed van Lewis Libby en de affaire van het afluisteren zonder rechterlijk bevel door de NSA, tussen 2001 en 2007. Met zijn blog won hij in 2006 de Koufax Award voor Beste Nieuwe Blog.

#### Salon.com
Vanaf 2007 werkte Greenwald mee aan de website Salon.com en gaf hij zijn eerdere blog op. Hij bleef publiceren over veiligheidsthema's, met name de anthrax-aanslagen in 2001.

#### The Guardian
In juni 2012 stapte Greenwald over naar de Britse krant The Guardian.
Na zijn ontmoeting met Edward Snowden in januari 2013 werkte Greenwald vooral aan het publiceren van het door Snowden ter beschikking gestelde materiaal. 
Op 18 augustus 2013 werd zijn partner David Miranda, op de terugweg van een ontmoeting met Laura Poitras in Berlijn, bijna negen uur lang vastgehouden op de luchthaven Londen Heathrow.

#### The Intercept
In oktober 2013 maakte Greenwald bekend dat hij met enkele collega's en met de financiële ondersteuning van eBay-stichter Pierre Omidyar een nieuw journalistiek onlinemedium zou oprichten. In februari 2014 ging The Intercept van start. In oktober 2020 nam Greenwald ontslag bij The Intercept. Nadien begon hij te publiceren op Substack, een online journalistiek platform met nieuwsbrieven.

## Onderscheidingen
- 2009: Izzy Award for Independent Journalism[8]
- 2009: I.F. Stone Award for Independent Journalism
- 2010: Online Journalism Award voor zijn onderzoek naar en artikelen over de zaak-Chelsea Manning
- 2010: Online Journalism Award for Best Commentary[9]
- 2013: Preis für die Freiheit und Zukunft der Medien
- 2013: Polk Award voor zijn onderzoek naar en artikelen over de nationale veiligheid
- 2013: Esso Award for Excellence in Reporting (een Braziliaanse prijs die te vergelijken is met de Pulitzer Prize)
- 2013: Pioneer Award van de Electronic Frontier Foundation

The Guardian won in 2013 tevens een Pulitzer Prize voor hun berichtgeving over de openbaringen van Edward Snowden.

## Publicaties
Greenwald schreef verschillende boeken, waarvan er drie de bestsellerslijst van The New York Times haalden: 
- How Would a Patriot Act? Defending American Values from a President Run Amok, Working Assets, San Francisco 2006, ISBN 978-0-9779440-0-2.
- A Tragic Legacy. How a Good vs. Evil Mentality Destroyed the Bush Presidency, Crown, New York 2007, ISBN 978-0-307-35419-8.
- Great American Hypocrites. Toppling the Big Myths of Republican Politics, Random House, New York 2008, ISBN 978-0-307-40802-0.
- With Liberty and Justice for Some. How the Law Is Used to Destroy Equality and Protect the Powerful, Metropolitan, New York 2011, ISBN 978-0-8050-9205-9.
- Die globale Überwachung. Der Fall Snowden, die amerikanischen Geheimdienste und die Folgen, Droemer, München 2014, ISBN 978-3-426-27635-8.
- No Place to Hide: Edward Snowden, the NSA, and the U.S. Surveillance State,  Metropolitan Books, 2014, ISBN 978-1-62779-073-4. In het Nederlands vertaald als De afluisterstaat, Uitgeverij Lebowski[10], ISBN 9789048819409.
- Securing Democracy: My Fight for Press Freedom and Justice in Bolsonaro’s Brazil, Haymarket Books (2021), ISBN 978-1642594508.